# Gudhems tingslag
Gudhems tingslag var ett tingslag i Skaraborgs län. Tingsplats var i Stenstorp.
Tingslaget bildades 1680 och uppgick 1 januari 1938 i Gudhems och Kåkinds tingslag. 
Tingslaget omfattade Gudhems härad och ingick i Gudhems och Kåkinds domsaga, bildad 1864. 